# Goodwin der Schreckliche
Goodwin der Schreckliche ist ein Kinderbuch des russischen Schriftstellers Sergej Suchinow. 

## Details
Die Erzählung erschien 2001 unter dem Originaltitel Гудвин, Великий и Ужасный mit Illustrationen von Leonid Wladimirski. Dabei handelt es sich um eine Vorgeschichte zu Der Zauberer der Smaragdenstadt, dem ersten Band der Zauberland-Reihe von Alexander Wolkow, die nach dessen Tode von anderen Autoren fortgesetzt worden ist. 2002 erschien der Band auch in deutscher Sprache.

## Handlung
Der glücklose Träumer James Goodwin hat nur einen großen Wunsch, er will Millionär werden. Doch was er auch anfängt, er hat keine großen Erfolge. Nach glücklosen Karrieren als Schauspieler und Ladenbesitzer landet er als Ballonfahrer beim Zirkus. Eines Tages gerät er dabei in einen Sturm, der ihn in ein wundervolles Zauberland trägt.
Dort landet er im Grünen Land der Arsalen, dem einzigen der farbig gekennzeichneten Länder, das von keinem Zauberer regiert wird. Weil er vom Himmel fiel, wird Goodwin von den Arsalen für einen Zauberer gehalten. Er widerspricht dieser Ansicht nicht und lässt sich von den Bewohnern zu deren Herrscher krönen. Sein erstes großes Vorhaben ist die Erbauung der Smaragdenstadt, wozu er die Steine des ziellos durch das ganze Zauberland verlaufenden gelben Backsteinwegs nimmt. Dieser soll künftig nur noch vom Land der Käuer zur Smaragdenstadt führen. Da die Steine aber nicht ausreichen, begibt sich Goodwin mit seinem Ballon auf eine Erkundungstour. Er will herausbekommen, woher die Steine für den Backsteinweg gekommen sind. Er findet den Steinernen Wald, wo die gelben Steine wie Früchte an den Bäumen wachsen. Damit ist das Problem des Baumaterials gelöst. Doch woher soll er den grünen Marmor und die Smaragde bekommen? Seine Nachforschungen führen ihn ins Land der unterirdischen Erzgräber, die ihm sowohl Marmor als auch Smaragde liefern können. Doch die Menge ist nicht ausreichend. Da kommt ihm ein Gedanke. Er beschließt, einfache Kristalle zu nehmen, die ebenfalls in großen Mengen im Steinernen Wald zu finden sind. Um die Arsalen aber zu täuschen, erlässt er den Befehl, dass alle Einwohner und Besucher der Stadt künftig grüne Brillen zu tragen haben, so dass sie nicht sehen können, dass die meisten Smaragde nicht echt sind und der grüne Marmor nur für die Außenfassaden der Stadt ausgereicht hat.
Nachdem die Stadt fertig gebaut ist, beginnt sich Goodwin bald zu langweilen. Er beschließt, gegen die böse Hexe Bastinda vorzugehen, die über das Violette Land herrscht. Der Kriegszug endet in einer Katastrophe, als die Hexe die Fliegenden Affen zu Hilfe ruft. Goodwin zieht sich immer mehr in seinen Palast zurück und lässt sich nicht mehr in der Öffentlichkeit sehen. In der Zwischenzeit bastelt er immer schrecklichere Kreaturen, mit denen er Gäste empfängt. Bald schon erhält er Informationen aus der Außenwelt nur noch über einen Zauberspiegel, den ihm die gute Fee Stella geschenkt hat. Dadurch erfährt er auch von der Ankunft von Elli aus Kansas und dass die gute Hexe Willina diese zu ihm schickt. Über den Spiegel erlebt er all ihre Abenteuer mit, die ausführlich im Band Der Zauberer der Smaragdenstadt geschildert werden.
Da Goodwin des Zauberlandes überdrüssig geworden ist und sich nach seiner Heimat zurücksehnt, beschließt er, zusammen mit Elli in seinem Ballon nach Kansas zurückzufliegen. Doch ein Windstoß verhindert, dass Elli in den Ballon einsteigen kann. Hilflos muss Goodwin sie in der Smaragdenstadt zurücklassen. Unterwegs erscheint ihm noch einmal die Fee Stella und verkündet ihm, dass es ihre und Willinas Absicht gewesen ist, dass Elli noch im Zauberland verbleiben muss, da sie noch einige Aufgaben zu erfüllen hat, bevor sie nach Hause zurückkann. Goodwin ist beruhigt.
Das Buch endet mit der Vorhersage, dass Goodwin später noch einmal ins Zauberland zurückkehren wird.
Von Sergej Suchinow gibt es eine Reihe weiterer Zauberland-Bände, die bisher nicht in deutscher Sprache erschienen sind.

## Kontinuitätsfehler
In der Erzählung haben sich einige Fehler eingeschlichen, die den Aussagen Wolkows widersprechen. Einer der gravierendsten ist dabei sicher, dass sich die Hexe Bastinda von einem der fliegenden Affen ins Grüne Land tragen lässt, um zu erfahren, ob Goodwin wirklich ein so mächtiger Zauberer ist, wie er vorgibt. Allerdings ist aus dem Band Der Zauberer der Smaragdenstadt bekannt, dass die Hexe diese insgesamt nur dreimal rufen kann: 1. Sie eroberte mit ihnen das Violette Land, 2. Sie schlug mit ihnen Goodwins Heer, 3. Sie ließ Elli gefangen nehmen und den Scheuch und den Eisernen Holzfäller zerstören. Des Weiteren sind die meisten Smaragde bei Wolkow aus Glas gefertigt worden, während es sich im vorliegenden Band um Kristalle handelt. Außerdem wird erwähnt, dass Willina Elli die silbernen Schuhe der bösen Hexe Gingema gab, obwohl diese Totoschka, bei Wolkow, erst in deren Höhle fand, nachdem Willina sich längst wieder verabschiedet hatte.
Teilweise scheint sich Suchinow bei diesem Roman an die Oz-Romane von Lyman Frank Baum gehalten zu haben, wo Dorothy die Silberschuhe tatsächlich von der Nordhexe bekommen hat. Auch die angedeutete Rückkehr erinnert an die amerikanische Vorlage, ebenso wie die Tatsache, dass Goodwin bei Suchinow magische Artefakte und Zaubertricks sammelt.